# 熙笃会

熙笃会徽章

熙笃会（拉丁語：Cistercenses，简称：OCist）是一个天主教修会，遵守圣本笃会规，但是反对当时的本笃会，属于修院改革势力。清規森嚴，平时禁止交谈，故俗称「哑巴会」。熙笃会主张生活严肃，重个人守贫，终身素食，夜間冥想耶穌救恩與聖母功德，每日凌晨即起身祈祷或念經。他们在黑色聖衣裏，穿上一件白色会衣，所以也被称作「白衣会」、「白衣修士」。

## 起源
1098年，出生于法国香槟省贵族家庭的本笃会修士，莫莱姆修院的院长圣乐伯（Saint Robert，1028年—），率領十九位志同道合的修士，到法国东部勃艮第第戎附近熙笃的一块沼泽地创建新修院，过更宁静、更简朴、更符合圣本笃会规精神的生活，远离人世，宁静独处，生活于简朴、克己、劳作、祈祷和阅读，并极注重团居生活中的弟兄友爱。
几年后教廷强迫圣乐伯回到茂来斯木，他的助手圣雅伯里（Saint Alberic）接任熙笃修道院的院长，直到1109年去世，再由英国人圣德范‧哈定（Saint Stephen Harding）接任，直到1134年。
1112年的春天，圣伯尔纳铎带着他的亲友三十人来叩熙笃的门。不久，熙笃会奇迅速扩展到整个欧洲。1113年创立了拉费尔代（La Ferte）修院，1114年创立了彭狄尼（Pontigny） 修院，1115年，建立了明谷（Clairvaux） 修院，以圣纳德为院长。一个月以后，在德意志建立了莫里蒙（Morimond） 修院。在圣纳德逝世的1153年，全会已有339座修院。1200年达到500座。
根据德范．哈定院长指定的『爱德宪章』，母院的院长有责任每年视察子院一次，所有修院的院长每年在总母院熙笃集会。这项会议称为全体大会 （the General Chapter）。

## 会院
熙篤會建立後，積極向外發展，其中以圣伯尔纳铎貢獻最為突出，12世纪末熙笃会有500个会院，到13世纪又增加了100个，15世纪达到高峰，大约有750个。現今全球共計有熙篤會男修院一百座，共計二五九九人；女修院六十八座，共計一八八三人，其中在亞洲地區日本、香港、台灣、韓國、菲律賓、印尼、印度等地有九座男修院和九座女修院。

## 熙笃会在中国
1883年，熙笃会的七泉修院来到中国，在张家口附近太行山深处的涿鹿县南部的杨家坪建立了亚洲第一座熙笃会隐修院——杨家坪圣母神慰院（Our Lady of Consolation Abbey）。当人数增加到100人时，1928年，又在河北正定的河滩成立分院圣母神乐院（Our Lady of Joy Abbey），后来发展到60多人。
1947年7月，土地改革后该院正式解散。1947年8月30日前后，杨家坪圣母神慰院被彻底摧毁。正定的圣母神乐院于1947年8月24日开始转移，至成都附近的新都縣泥巴沱重新立院，1950年再度逃亡，有16人逃到香港和北美，在香港大屿山重建圣母神乐院。1986年又在台湾南投县水里乡创立了万福圣母院。